# Sauropus maichauensis
Sauropus maichauensis är en emblikaväxtart som beskrevs av Thin. Sauropus maichauensis ingår i släktet Sauropus och familjen emblikaväxter.
Artens utbredningsområde är Vietnam. Inga underarter finns listade i Catalogue of Life.